# مسح جيولوجي

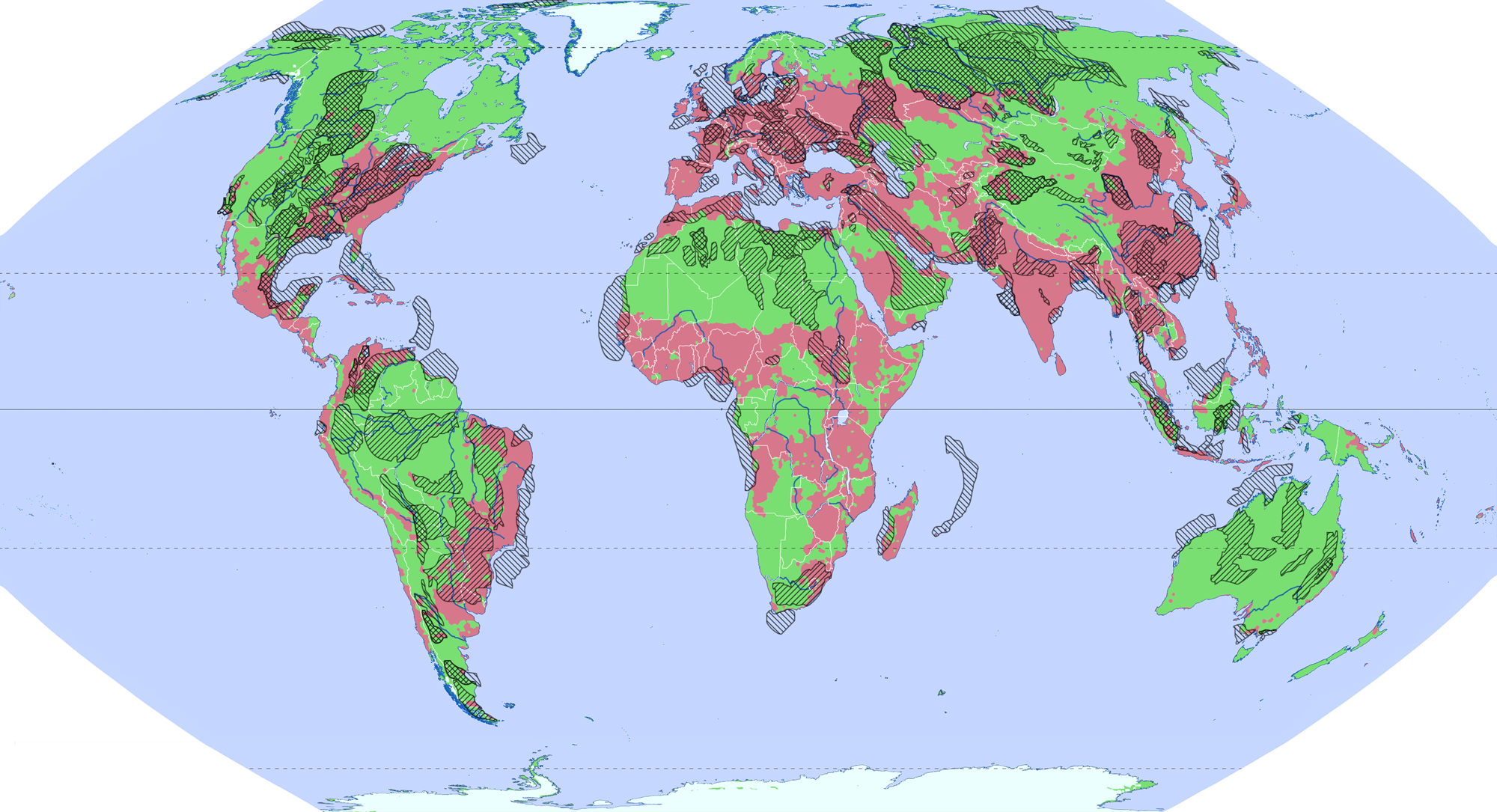

المسح الجيولوجي هو تحقيق منهجي من الجيولوجيا تحت قطعة معينة من الأرض لغرض إنشاء خريطة جيولوجية أو نموذج    
المسح الجيولوجي توظف تقنيات من المسح التقليدي، ودراسة النتوءات والتضاريس، لتدخل اساليب، مثل ماكنات – تحريك الابار، من اجل استخدام التقنيات الجيوفيزيائية و أساليب الاستشعار عن بعد، مثل التصوير الجوي وصور الأقمار الصناعية. يجوز القيام بمثل هذه الاستطلاعات من قبل الدولة، محافظة، أو المنظمات المسح الجيولوجيه الوطنية من اجل الحفاظ على المخزون الجيولوجي وتطوير المعرفة من علوم الأرض لصالح الأمة.
خريطة المسح الجيولوجي تطغى عادة على مدى وحدود الوحدات الجيولوجية التي شملتها الدراسة على خريطة طبوغرافية، جنبا إلى جنب مع المعلومات في نقاط (مثل قياسات توجيه الطائرات الفراش) وخطوط (مثل تقاطع أخطاء مع سطح الأرض).
الخرائط والتقارير التي أنشأتها المنظمات المسح الجيولوجي تهدف بشكل عام لاستمرارية جغرافية واكتمال في إنشاء الأنماط المكانية للوحدات الصخرية القريبة من السطح. ويمكن أن تشمل الخريطة المقاطع العرضية لتوضيح تفسير ثلاثي الأبعاد. الجيولوجية التحت سطحية لخرائط الجيوفيزيائية، وتوفير التغطية المحدودة للجيولوجيا أعمق (المعروف، على سبيل المثال، من التنقيب عن النفط أو الغاز)، يتم الاحتفاظ داخليا من قبل شركات النفط الكبرى والهيئات التنظيمية.
وقد تعاونت بعض المنظمات المسح الجيولوجي معهم لتشمل جيولوجيا باطنية في استطلاعات الرأي على المنهجية، على سبيل المثال، الجيولوجي أطلس للغرب كندا الحوض الرسوبي.
خرائط "Subsurface" تصور عادة على شكل ثلاثي الأبعاد لأسطح الجيولوجية عن طريق ملامح والمقاطع العرضية. وتستخدم النماذج المعتمدة على الحاسوب بصورة متزايدة لتوفير تخزين معلومات أكثر شمولا ومرونة أكبر من العرض. في الولايات المتحدة، يتم التنسيق بين المسح الحكومية 50 قبل اتحاد الجيولوجيين الخارجية الأمريكية.

## تقنيات المساحة
يستطيع المساحون تحديد موقع أي جسم على سطح الأرض عن طريق قياسات الزوايا والمسافات، كما ويتم تحديد العوامل التي يمكن أن تؤثر على دقة قياساتهم ومشاهداتهم، ومن ثم يتم استخدام هذه المعلومات لإيجاد المتجهات، والارتفاعات، والإحداثيات، والأحجام، والخطط والخرائط للموقع، وغالباً ما يتم تقسيم القياسات إلى مركبات أفقية وعمودية لتبسيط الحسابات. يُراعى عند استخدام نظام تحديد المواقع العالمي (نظام التموضع العالمي) والقياسات الفلكية قياس وتحديد عنصر الوقت أيضاً.

### قياس المسافات
مثال على الأجهزة التكنولوجية الحديثة المستخدمة في مسح المواقع، حيث تسهل هذه الأجهزة عملية جمع المعلومات في الموقع وإنتاج الخرائط
قبل ظهور أجهزة قياس المسافات الالكترونية (EDM) كانت عملية قياس المسافات تتم باستخدام وسائل عديدة منها: القياس بواسطة سلاسل معروفة الطول مثل سلسلة غونتر أو القياس بالشريط المتري المصنوع سواءاً من الحديد أو من أي مادة أخرى قليلة التأثر بالحرارة لضمان المحافظة على نفس الطول تحت كل الظروف مع مراعاة أن تكون هذه السلاسل مشدودة بشكل جيد حتى يقل الترهل والركود، وقد يتم تعديل هذه القياسات فيما بعد بسبب التمدد الحراري الذي قد يتعرض له الشريط المتري.
لقياس المسافات الطويلة استخدام المساحون قديما ما يسمى بقياس العربة والعجل لكن هذه الطريقة لم تكن دقيقة.

#### مسح الأبعاد (Tacheometry)
هوعلم يتم فيه قياس المسافات الطويلة عن طريق قياس الزاوية بين طرفي الجسم بشرط أن يكون حجم الجسم معروفاً، استخدمت هذه الطريقة قبل اختراع أجهزة قياس المسافات الالكترونية (EDM) خصوصاً إذا كانت الأرض وعرة حيث يصبح استخدام أساليب المساحة التقليدية غير مجد.

### قياس الزوايا
كانت عملية قياس الزوايا الأفقية في الماضي تتم باستخدام البوصلة التي تشير إلى القطب المغناطيسي أو السَّمتْ (azimuth)، وبعد ذلك تم تطوير أقراص مكتوبة ساهمت في تحسين دقة قياس الزوايا، كما ساهم استخدام التلسكوبات والأقراص المدمجة الموضوعة بشكل شبكي في زيادة دقة الرؤية والمسح كما في جهاز المزواة (Theodolite)، بعد ذلك تم التمكن من قياس الزوايا العمودية باستخدام جهاز الميزان (Level) والفقاعات المُعايرة، وما أدى إلى حدوث نقلة في مطلع القرن هو استخدام الورنيات التي تقوم بالقياس إلى اقرب جزء من الدرجة.

### التسوية (Leveling)
جهاز الالتيميتر (المئواج)
تعتمد عملية التسوية على قياسات الارتفاعات، إن أبسط طريقة لقياس الارتفاعات تتم باستخدام جهاز مقياس الارتفاع (المئواج)(الالتيميتر) الذي يستخدم قراءات الضغط الجوي لعمل القياسات، وللحصول على دقة قياس أعلى يتم استخدام جهاز الميزان (Level) حيث يتم أخذ سلسلة من القياسات بين نقطتين باستخدام مسطرة قياس، ومن ثم يتم جمع و طرح فرق الارتفاع بين نقطتين بشكل متسلسل من أجل الحصول على الارتفاع بين نقطتي البداية والنهاية. كما ويتم باستخدام جهاز نظام تحديد المواقع العالمي (GPS) لقياس الارتفاع بين نقطتين وغالبا ما يكون الGPS أقل دقة من أجهزة الميزان، ولكن الدقة تكون متساوية في المسافات طويلة المدى نسبيا.
مساحة تقوم بعمليّة التسوية
عند استخدام جهاز الميزان لقياس الارتفاعات، قد تكون نقطة النهاية خارج النطاق الفعلي للجهاز، وقد تكون هناك عوائق أو فروقات كبيرة في الارتفاع بين النقاط، في هذه الحالات هناك حاجة إلى نصب الجهاز عدد اضافي من المرات بحيث يتم توسيع نطاق الجهاز في كل مرة لرصد نقاط أكبر، لنقل الجهاز يجب أولا أخذ القراءة وتسجيل الارتفاع للنقطة التي وضع عليها الشاخص، بينما يتم الحفاظ على الشاخص في نفس الموقع، ثم يتم نقل الجهاز إلى موقع جديد، وتؤخذ قراءة جديدة ويتم اسخدام فرق الارتفاع بين القراءتين في عملية الحسابات. وتكرر هذه العملية إلى أن تنتهي سلسلة القياسات. ويُراعى في كل مرة يتم نقل الجهاز فيها أن يكون الجهاز مضبوطا بشكل أفقي للحصول على قياسات صحيحة.

### تحديد المواقع
إن الطريقة الرئيسية لتحديد موقع ما على سطح الأرض عندما لا يكون هناك نقاط معلومة بالقرب منه هي الرصد الفلكي باستخدام الأقمار الصناعية، كما يمكن الاستفادة من مشاهدات الشمس، والقمر والنجوم لتحديد الموقع باستخدام تقنيات الملاحة، وبسبب اختراع نظام التموضع العالمي (نظام التموضع العالمي) أصبح استخدام الرصد الفلكي وتقنيات الملاحة نادراً لأن نظام تحديد المواقع العالمي (GPS) يسمح بإيجاد موقع معظم النقاط على سطح الأرض.

### شبكة الإحداثيات
في الوقت الحاضر يوجد لكل دولة من دول العالم شبكة إحداثيات خاصة بها، لإنشاء شبكة الإحداثيات يتم إيجاد عدد قليل نسبيا من النقاط الرئيسية عبر التوقيع الأولي باستخدام المبادئ الأساسية، بعد ذلك يتم أخذ نقاط فرعية نسبة إلى تلك النقاط الرئيسية المقاسة مسبقا، ويعرف مجموع النقاط الرئيسية والفرعية بشبكة الإحداثيات (شبكة من نقاط معلومة الإحداثيات مثبتة بعلامة أرضية حتى يسهل على المساحين التعرف عليها وحتى تدوم لأطول فترة ممكنة).
يستخدم المساحون شبكة الإحداثيات لتساعدهم في تحديد مواقعهم عند البدء بأي عمل مساحي، وتعين نقاط الإحداثيات عادة على سطح الأرض من خلال أدوات تتفاوت من مسامير صغيرة إلى منارات أو أبراج كبيرة يمكن رؤيتها من مسافات بعيدة، يمكن للمساحين نصب أجهزتهم على مواقع نقاط الإحداثيات وقياس النقاط المجاورة، في بعض الأحيان يتم حساب نقاط إحداثيات قمم المعالم الطويلة والمميزة مثل قمة قبة أو برج هوائي (لاسلكي) لاستخدامها كنقطة مرجعية، حيث يمكن استخدامها كمرجع لقياس الزوايا والمسافات.

#### التثليث (Triangulation)
كانت طريقة التثليث طريقة قياس المواقع الأفقية المفضلة لدى المساحين قبل اختراع جهاز قياس المسافات الإلكتروني (EDM) وجهاز نظام التوقيع العالمي (GPS)، يمكن من خلال هذه الطريقة قياس المسافات والارتفاعات بين النقاط المتباعدة عن بعضها. كما أنها كانت الطريقة الرئيسية لتحديد مواقع النقاط بدقة على الخرائط الطبوغرافية (اليابسة المكشوفة) للمساحات الكبيرة، يحتاج المساح أولا إلى معرفة المسافة الأفقية بين نقطتين والمعروفة باسم خط الأساس ويمكن حينها حساب ارتفاعات ومسافات وزوايا مواقع النقاط الأخرى طالما أنها مرئية من إحدى النقاط معلومة الإحداثيات. يستخدم في هذه الطريقة جهاز المزواة (Theodolite) عالي الدقة لتقليل الأخطاء قدر الإمكان، ولزيادة الدقة يتم تكرار قياس الزوايا.

#### توقيع النقاط (offsetting)
هي طريقة بديلة للقياس وعادة ما تُستخدم عند القياس في مواقع تحتوي معيقات بحيث لا يمكن أن يكون هناك خط أفقي واصل بين نقطتين على سطحها مثل ضفاف الأنهار، يقوم المساح بتعليم وقياس نقطتين معلومتين على الأرض بحيث تكونان بشكل موازٍ للنقطتين الموجودتين على الخط المراد قياسه والذي تعذر قياسه بسبب وجود العوائق.

#### التخطيط بالتقاطع (Traversing)
إحدى الوسائل المستخدمة في مسح المناطق الصغيرة حيث يبدأ المساح من نقطة مرجعية قديمة أو موقع معروف، ويقوم بإنشاء شبكة من النقاط المرجعية التي تغطي منطقة المسح ثم يقيس المسافات بين هذه النقاط المرجعية والمعالم المطلوبة.

#### نظام الإحداثيات
تقوم العمليات المساحية بحساب الموقع النسبي للنقاط على سطح الأرض (أي استنادا إلى مرجع (Datum))، استخدمت خطوط الطول ودوائر العرض قديما لوصف الموقع والارتفاع فوق مستوى سطح البحر، ومع تطور علم المساحة أُنشئت أنظمة إحداثيات ديكارتية لتبسيط العمليات الرياضية للعمليات المساحية التي تتم على أجزاء صغيرة من الأرض. إن أبسط نظم الإحداثيات تفترض أن الأرض منبسطة ومسطحة وتقاس من نقطة مفروضة تسمى نقطة المرجع (Datum)، يُراعى بالنسبة للمناطق ذات المساحات الكبيرة أن يتم عرض شكل الأرض باستخدام جسيم إهليلجي أو جيودي وأن يُؤخذ انحناء الأرض بعين الاعتبار.

## الأخطاء في عمليات المسح
يجمع المساحون في أنحاء العالم على أنه ليس هناك أي قياس أو عمل مساحي كاملٌ خالِ من الخطأ، وبناء على ذلك هناك ثلاث مستويات للأخطاء في العمليات المساحية:
1. أخطاء فادحة أو تخبطات عشوائية (Gross errors or blunders): وهي عبارة عن أخطاء تُرتكب من قبل المساح أثناء عملية المسح قد تكون نتيجة للإجهاد الذي يعاني منه المساح أو التسرع ومن الأمثلة عليها إفساد الأداة، أو الإخفاق (الفشل) في تحديد موقع ما، أو تدوين قياسات خاطئة كتدوين 85 بدلا من 58. إن خطأً كبيراً فادحاً يخفض دقة العمل المساحي لمستوىً غير مقبول لذلك يستخدم المساحون قياسات وافرة و فحوصات مستقلة لكشف هذه الأخطاء في المسح بشكل مبكر.
2. الأخطاء النظامية أو المنتظمة (Systematic errors): هي تلك الأخطاء التي تتبع نمطاً ثابتاً ومن الأمثلة عليها آثار درجة الحرارة على سلسلة قياسات حيث أن الخطأ في هذه الحالة يتبع نمطاً معينا على جميع القياسات وليس قياس أو عدة قياسات فقط، وفي هذه الحالة يمكن للأخطاء أن تصحح.
3. الأخطاء العشوائية (Random errors): هي عبارة عن ذبذبات في القياسات لا يمكن تجنبها. السبب فيها هو عدم كفاءة المعدات، أو عدم وضوح خط النظر، أو صعوبة في الظروف المحيطة لعملية المسح. يمكن أن يتم تقليل هذه الأخطاء عن طريق زيادة القياسات بوفرة وتجنب الظروف غير الملائمة.

يتجنب المساحون هذه الأخطاء عن طريق معايرة وضبط معداتهم بأقصى درجات الضبط وكذلك عن طريق الفحص الدوري لهذه المعدات للتأكد من أنها لا تعطي قياسات خاطئة وتعمل بأفضل حال أو عن طريق تصميم دقيق لشبكة عملهم ونقاطهم المرجعية. يمكن أيضا أخذ المعدل العام للقياسات المكررة وأي قياسات ناشزة تستثنى، وتستخدم أيضا الفحوصات المستقلة كقياس نقطة من موقعين أو أكثر أو استخدام طريقتين مختلفين في القياس ويمكن كشف الأخطاء من خلال مقارنة النتائج.

## أنواع المساحة
تنقسم المنظمات المحلية أو الوحدات التنظيمية المتخصصة في كافة أعمال المساحة إلى مجموعات:
- المساحة القائمة (As-built survey): تتخصص بمسح مواقع العناصر الانشائية القائمة، وأسست من أجل تسجيل وإكمال حسابات العناصر الإنشائية ولغرض تحضير ميزانية العناصر الإنشائية، عادة ما تمثل على الخرائط المنفذة باللون الأحمر من أجل مقارنتها مع معلومات التصميم.
- المساحة التفصيلية أو مساحة الحدود (Cadastral or boundary surveying): أسست من أجل تحديد حدود الأملاك بناءً على تسجيلها وترخيصها القانوني، وتتضمن إسقاط الخطوط حول الملكية وتمييزها بمعلم واضح.
- المساحة المركزية (مساحة شبكة الإحداثيات)(Control surveying): تهدف عملية المساحة هذه إلى إيجاد نقاط مرجعية معلومة الموقع والإحداثيات بحيث يستيطع المساحون الوصول إليها واستخدامها للقيام بعمليات مساحية.
- المساحة الإنشائية (Construction surveying).
- المساحة التعديلية (Deformation survey): تستخدم في حال حدوث تغيير في شكل أو موقع الأملاك سواء كانت قطع أراض أو مبان. يتم تحديد مواقع النقاط الأولى لهذه الأملاك، وبعد مرور فترة من الزمن يتم إعادة حساب وتحديد المواقع الجديدة ويتم عمل مقارنة بين الموقعين.
- مسح التحكم بالأبعاد (Dimensional control survey): هذا النوع من المسح يتم إجراؤه على السطوح غير المستوية، تكمن الفائدة في هذا النوع من المسح أن الآداة المستخدمة للمسح لا تحتاج إلى أن تكون مستوية، وهذا مفيد في الصناعة البحرية حيث لا تكون كل المنصات ثابتة وبالتالي تخضع للحركة بشكل مستمر.
- مساحة ما تحت سطح الأرض (Mining Surveying): يتم إجراء هذا النوع من المسح تحت سطح الأرض.
- المساحة الهندسية (Engineering surveying): هذا النوع من المساحة مرتبط بالتصميم الهندسي وهو بحاجة الي حسابات جيوديسية تأخذ بعين الاعتبار انحناء الأرض.
- مسح الأساسات (Foundation survey): يتم المسح في هذا النوع لجمع بيانات مواقع الأساسات الي تم بناؤها، ويتم ذلك للتأكد من أن الأساس تم تشييده في موقع وارتفاع مطابق لمخطط الموقع.
- المسح الهيدروغرافي (المسح المائي) (Hydrographic survey): يتم إجراء هذا النوع من المسح قبالة الشواطئ أو في قاع البحار والمحيطات، ويستخدم لأغراض الملاحة والهندسة وإدارة الموارد.
- التسوية (Leveling): يستخدم هذا النوع من المسح لايجاد ارتفاع نقطة معطاة أو تعيين نقطة ارتفاعها معلوم.
- مسح التحكم باستخدام التصوير الفوتوغرافي (Photographic control survey).
- المسح الطبوغرافي (Topographic survey): مسح يقيس ارتفاع النقاط على قطعة أرض معينة، ويقدمها كخطوط كونتور على المخطط.

### المسح الجيوديسي (المنحن) والمسح المستوِ
- مقالات مفصلة: مساحة مستوية
- مساحة جيوديسية

تصنف عملية المسح اعتمادا على الشكل الحقيقي لسطح لأرض إلى:
- المسح المستو (Plane surveying): يُفترض في عملية المسح المستو أن الأرض مسطحة الشكل حيث يُهمل الانحناء والشكل الكروي للأرض، يستخدم هذا النوع من المسح في أعمال المسح للمساحات الصغيرة التي يكون نسبة الخطأ فيها بالنسبة لشكل الأرض المنحن صغيرا جدا وليس له أي أهمية.
- المسح الجيوديسي (Geodetic surveying): يتم أخذ انحناء الأرض بعين الاعتبار أثناء عملية المسح وحساب الزوايا، والاتجاهات والمسافات، ويستخدم هذا النوع من المسح في عمليات مسح المساحات الكبيرة.

يتم التعامل مع أعمال المسح التي تغطي مساحة تصل إلى أقل من 100 ميل مربع (260 كيلو متر مربع) على أنها مستوية (مسح مستو) أما المساحات التي تزيد عن 100 ميل مربع يتم التعامل معها على أنها جيوديسية (مسح جيوديسي).

### المساحة التصويريّة
- مقالة مفصلة: مساحة تصويرية

تعرف المساحة التصويرية بأنها علم وفن تكنولوجيا الحصول على معلومات كميّة ونوعية عن المعالم الطبيعية والصناعية لمنطقةً ما بواسطة صور فوتوغرافية أو غير فوتوغرافية لهذه المنطقة.
وتختلف المساحة التصويرية عن المساحة الأرضية في أن المساحة الأرضية تتعامل مع الطبيعة بشكل مباشر، أمّا المساحة التصويرية فيتم الحصول على المعلومات والقياس من الصور بدون احتكاك مباشر مع الطبيعة في أغلب مراحل العمل.
ويمكن تصنيف المساحة التصويرية حسب المسافة الفاصلة بين آلة التصوير والشيء المصوّر، فتكون أنواعاً ثلاثة هي:
- المساحة التصويرية الأرضية.
- المساحة التصويرية الجوية.
- المساحة التصويرية الفضائية.

## مهنة المساحة
تغيرت المبادئ الأساسية في المسح قليلاً عبر مر الزمن أما الأدوات المساحية فقد تغيرت وتطورت بشكل كبير، كما أن فروع الهندسة وبشكل خاص الهندسة المدنية تحتاج بشكل كبير إلى علم المساحة.
على مر الزمن ساعد المسَّاحون في تحديد مواقع الطرق، والسكك الحديدية، والخزانات، والسدود، وخطوط الأنابيب، والجدران الاستنادية، والجسور والمنشآت، وساهموا كذلك في التقسيمات السياسية.
فريق من المساحات في ولاية أيداهو، الولايات المتحدة الأمريكية عام 1918م
يجب أن يكون المسَّاح على علم و معرفة بعلوم الجبر، وحساب التفاضل و التكامل، وعلم الهندسة، وحساب المثلثات، كما يجب أن يكون على علم بالقوانين والاتفاقيات التي تخص المساحة، تعترف معظم السلطات القضائية بوجود ثلاثة مستويات متعددة الكفاءة (مؤهلات) للمساحين:
- مساعد المساح: يعتبر مساعد المساح عاملاً عادياً من دون خبرة ويقوم بتأدية وظائف لا تحتاج إلى خبرة كبيرة كوضع عاكسات للهدف ويقوم بإيجاد علامات العاكس القديم وتحديد العلامات على سطح الأرض.
- المساح الفني: أما المساح الفني فهو المساح الذي يمتلك خبرة كافية للعمل بأدوات المسح  وإجراء عمليات المسح في الميدان بالإضافة إلي إجراء حسابات متعلقة بالمسح. لكن المساح الفني لا يمتلك أي سلطة تخوله لتصديق (إعطاء شهادة رسمية) على عمله.
- المساح المرخص والمسجّل: أما المساحون المرخصون أو المسجلون والمساحون القانونيون فهم الذين يمتلكمون مؤهلات وشهادات ذو كفاءة عالية، ويطلب منهم في اغلب الأحيان أن يجتازوا العديد من الاختبارات من أجل الانضمام إلي الجمعية المهنية للحصول على تشريع في التصديق. ويجب أن يتأكد المساح المرخص من أن عمليات المسح التي أجريت تحت إشرافه تتطابق المعايير القانونية في بلده.

### عمليات المسح غير القانونية
وهي عبارة عن عمليات المسح التي يتم القيام بها دون الرجوع إلي المساحيين المحترفين والمرخصين والمؤهلين فقد يقوم عمال البناء مثلا بعمل المسح بأنفسهم اعتمادا على المخططات المتوفرة غير مراعين أن المساح يحدد أهم الزوايا في المبنى ومعتمدين على مبادئ المسح البسيطة.

### تراخيص العمل المساحي
تختلف متطلبات الترخيص حسب السلطة القضائية في كل دولة حيث أنه يوجد لكل دولة قانون أراض خاص بها، ويتعين على المساحين المحتمل حصولهم على ترخيص في العمل المساحي اجتياز اختبارات مفصلة تتعلق بمعرفتهم بقانون المساحة والمبادئ الخاصة بالمنطقة التي يرغبون بممارسة المهنة فيها، ويخضعون أيضا لفترة تدريب قبل منح ترخيص للممارسة. يحصل عادة المساحون المرخصون على اختصارات توضع بعد الاسم مثل (MLS,PSM, CFedS,…etc)، والتي تختلف باختلاف المكان، عادة ما يُطلب من مساح الأراضي المرخص توقيع وختم جميع المخططات ويتم ذلك حسب الصيغة المعتمدة في الدولة والتي تبيّن الاسم ورقم التسجيل للمساح المرخّص. كما تلزم السلطات القضائية في العديد من الدول المساحین وضع رقم تسجیلھم علی نقاط المسح (Benchmarks).